# Кичи-Кемин (Кеминский район)
Кичи-Кемин (кирг. Кичи-Кемин) — село в Кеминском районе Чуйской области Кыргызстана. Административный центр и единственный населённый пункт А. Душеевского аильного округа. Код СОАТЕ — 41708 213 826 01 0.

## Население
| год     | 2009 | 2014 | 2015  |
| ------- | ---- | ---- | ----- |
| человек | 2802 | 3133 | 3 051 |